# Flora Danica
«Фло́ра Да́ника» (лат. Flora Danica) — творение Эпохи Просвещения, детальный ботанический атлас, включающий в себя полное графическое описание дикорастущей флоры Датского королевства на 1874 год.
Создать атлас предложил Г. К. Эдер (дат. G. C. Oeder), профессор ботаники копенгагенского Ботанического сада в 1753 году. Завершилась работа над его созданием 123 года спустя в 1883 году.
Полный труд состоит из 51 частей и трёх дополнений, всего же атлас включает в себя 3 240 таблиц, гравированных на меди.
По изначальному плану предполагалось создать гравюры всех растений Датского королевства, включая лишайники и грибы, то есть на тот момент — Шлезвиг-Гольштейна (нем. Schleswig-Holstein), Ольденбург-Дельменхорста (нем. Oldenburg-Delmenhorst) и Норвегии с её североатлантическими землями — Исландией, Фарерскими островами и Гренландией. Однако оригинальный план пришлось изменить, так как за время работы произошли территориальные изменения. Позже, в 1814 году, когда двойная монархия Дания и Норвегия закончила своё существование, некоторые типично норвежские растения всё же были включены. После 1864 года, когда Шлезвиг и Гольштейн отошли от Дании, флора этих земель также перестала быть предметом атласа. Всё же в середине XIX века, во время «эры Скандинавизма», на встрече «Северных специалистов естествознания» (англ. the Nordic Natural Scientists Meeting) в Роскилле было предложено сделать «Флору Данику» общескандинавским трудом. Так, впоследствии было выпущено ещё три тома труда, куда включили оставшиеся без внимания норвежские растения и наиболее значимые растения, встречаемые исключительно в Швеции.

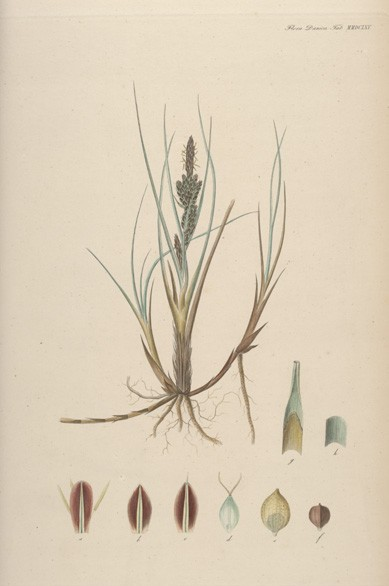
Таблица 2665 из Flora Danica, часть 45 (1861)
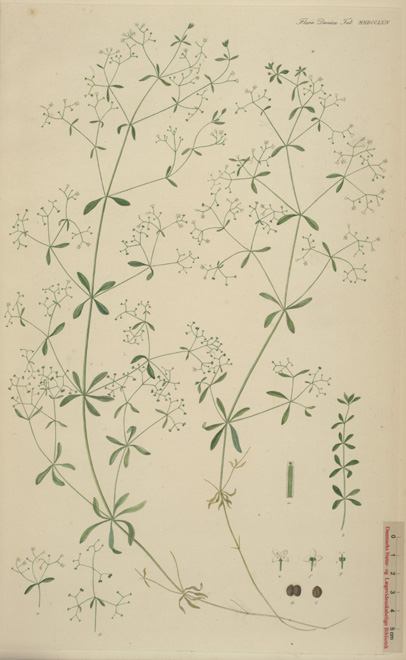
Таблица 2764 из Flora Danica, часть 47 (1869)
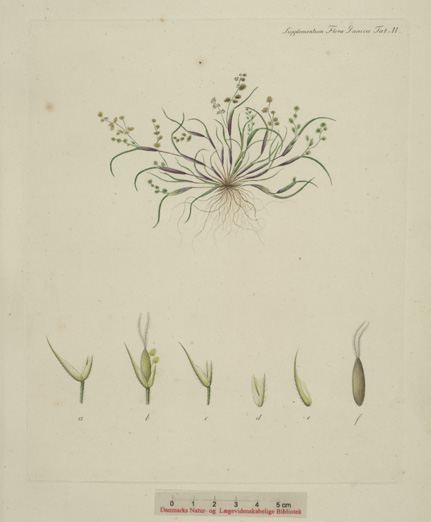

Издатели Флоры Дании
|                                                              | Годы      | Подшивка               | Пластины            |
| ------------------------------------------------------------ | --------- | ---------------------- | ------------------- |
| Георг Кристиан Эдер                                          | 1761—1771 | 1—10                   | 1—600               |
| Отто Фредерик Мюллер                                         | 1775—1782 | 11—15                  | 601—900             |
| Мартин Валь                                                  | 1787—1799 | 16—21                  | 901—1260            |
| Йенс Вилкен Хорнеманн                                        | 1806—1840 | 22—39                  | 1261—2340           |
| Саломон Дрейер (S. Drejer), Йоаким Фредерик Скоу и Йенс Валь | 1843      | 40                     | 2341—2400           |
| Фредерик Микаель Либман                                      | 1845—1853 | 41—43 и Дополнение 1   | 2401—2580 и S1—60   |
| Иапетус Стинструп и Йохан Ланге                              | 1858      | 44                     | 2581—2640           |
| Йохан Ланге                                                  | 1861—1883 | 45—51 и Дополнение 2—3 | 2641—3060 и S61—180 |

- Carex trinervis Degl. Таблица 2665 из Flora Danica, часть 45 (1861)
- Galium palustre L. Таблица 2764 из Flora Danica, часть 47 (1869)
- Coleanthus subtilis (Tratt.) Seidl ex Roem. & Schult.

## Столовый сервиз
В 1790 датский король Фредерик VI заказал на Датской фарфоровой мануфактуре столовый сервиз, где должны были быть воспроизведены точные копии гравюр Флоры Даники. Столовый сервиз был предназначен для подарка русской императрице Екатерине II. Екатерина, однако, так и не получила этот сервиз, так как умерла в 1796 до момента его полной готовности. Известно, что некоторые мастера теряли зрение при работе над сервизом, так как работа по детальному переносу изображений с гравюр была чрезвычайно трудоёмкой и велась в то время при свечах.
Столовый сервиз по-прежнему используется по случаю событий государственной важности в замке Кристиансборг в Копенгагене. Современные копии этого сервиза изготавливаются в полном соответствии с оригинальной технологией на фарфоровой мануфактуре Роял Копенгаген.